# 모음근굴
모음근굴(adductor canal, subsartorial canal, Hunter’s canal) 또는 내전근관(內轉筋管)은 넓적다리 중간 1⁄3에 존재하는 널힘줄성의 구조물이다. 넙다리동맥, 넙다리정맥, 넙다리신경이 모음근굴을 통과한다. 넙다리삼각 꼭대기부터 모음근구멍까지가 모음근굴의 범위이다.

## 구조
모음근굴의 범위는 넙다리삼각 꼭대기에서 모음근구멍까지이다. 모음근굴은 넓적다리앞칸 중간 1⁄3 안쪽에 놓인, 근육들 사이의 틈이라고 할 수 있다. 그 경계는 다음과 같다.
- 안쪽 벽 - 넙다리빗근
- 뒤쪽 벽 - 긴모음근과 큰모음근
- 앞쪽 벽 - 안쪽넓은근

모음근굴은 안쪽넓은근에서 확장되어 나온 강한 널힘줄로 덮여 있다. 널힘줄은 넙다리혈관을 가로질러 긴모음근과 큰모음근까지 뻗어 있다. 널힘줄의 위에는 넙다리빗근이 올라가 있다.

### 내용물
모음근굴에는 넙다리동맥의 먼쪽 분절인 subsartorial artery, 넙다리정맥의 먼쪽 분절인 subsartorial vein, 두렁신경이나 안쪽넓은근에 분포하는 근육가지와 같은 넙다리신경의 가지 등이 들어가 있다. 넙다리동맥, 넙다리정맥, 두렁신경은 위쪽 구멍을 통해 모음근굴로 들어온다. 그 후 무릎내림동맥과 정맥, 두렁신경은 아래쪽으로 내려가 앞쪽 구멍을 통과한다. 마지막으로, 넙다리동맥과 정맥은 모음근구멍이라고 하는 아래쪽 구멍을 통해 모음근굴을 나간다.

## 임상적 중요성
모음근굴 내에서 두렁신경이 눌릴 수 있다. 한편 두렁신경의 마취를 위해 모음근굴로 접근할 수 있다. 이는 두렁신경 압박으로 인한 통증을 치료하기 위해 종종 이용되고는 한다.

## 역사
'Hunter’s canal'이라는 용어는 영국의 외과의인 존 헌터의 이름을 딴 것이다.

## 추가 이미지

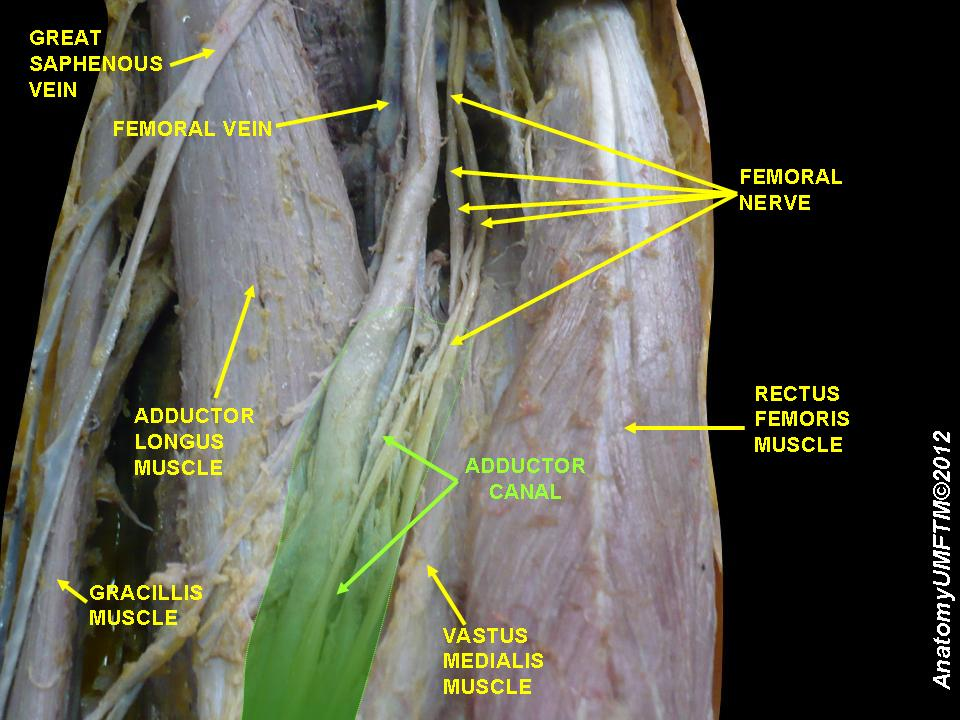
모음근굴
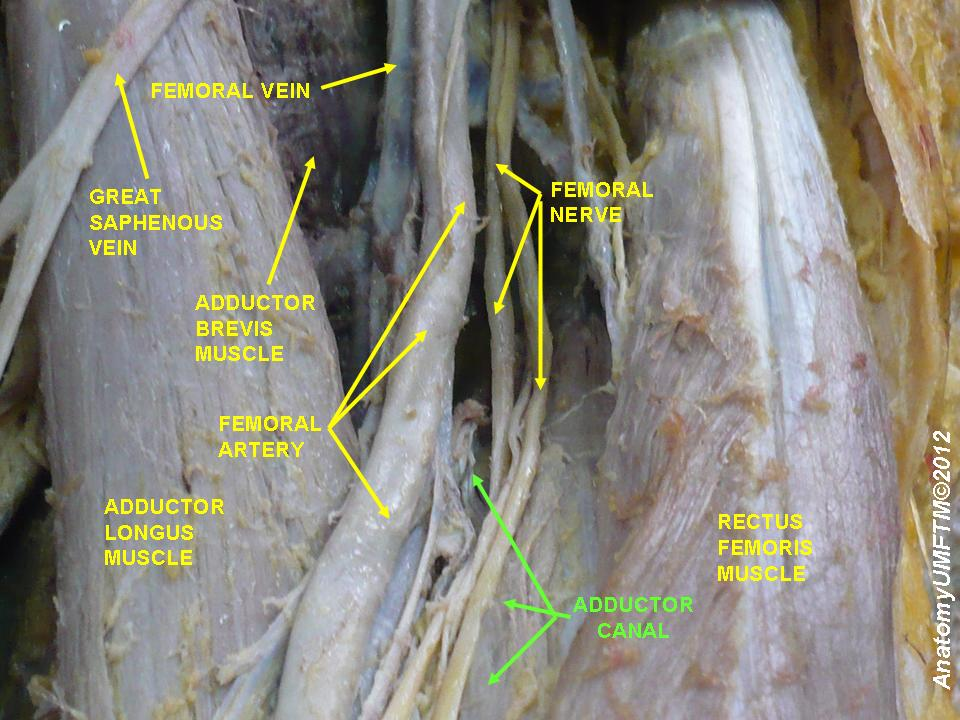
모음근굴

## 참고 문헌
이 문서는 현재 퍼블릭 도메인에 속하는 그레이 해부학 제20판(1918) page 627의 내용을 기초로 작성된 글이 포함되어 있습니다.
1. ↑  Amarnath C and Hemant Patel (2023). 《Comprehensive Textbook of Clinical Radiology - Volume III: Chest and Cardiovascular system》. Elsevier Health Sciences. ISBN 9788131263617. Page 1072
2. ↑  Sauerland, Eberhardt K.; Patrick W. Tank; Tank, Patrick W. (2005). 《Grant's dissector》. Hagerstown, MD: Lippincott Williams & Wilkins. 128쪽. ISBN 0-7817-5484-4.
3. ↑  Sambrook, Philip (2010년 1월 1일),  Sambrook, Philip; Schrieber, Leslie; Taylor, Thomas; Ellis, Andrew M., 편집., “Bone Structure and Function in Normal and Disease States”, 《The Musculoskeletal System (Second Edition)》 (영어) (Churchill Livingstone), 61–76쪽, doi:10.1016/b978-0-7020-3377-3.00005-6, ISBN 978-0-7020-3377-3, 2021년 2월 18일에 확인함
4. ↑  А.В. Николаев. (2007). 《Топографическая анатомия и оперативная хирургия.》. Москва: ГЭОТАР-Медиа (GEOTAR-Media). 174–176쪽. ISBN 978-5-9704-1207-7.
5. 1 2  Zhang, Yi (2011년 1월 1일),  Lennard, Ted A.; Walkowski, Stevan; Singla, Aneesh K.; Vivian, David G., 편집., “27 - Lower Extremity: Saphenous Nerve Block”, 《Pain Procedures in Clinical Practice (Third Edition)》 (영어) (Saint Louis: Hanley & Belfus), 267–270쪽, doi:10.1016/b978-1-4160-3779-8.10027-2, ISBN 978-1-4160-3779-8, 2021년 2월 18일에 확인함
6. ↑  synd/105 - Who Named It?
7. ↑  “CHAPTER 15: THE THIGH AND KNEE”. 2008년 1월 21일에 원본 문서에서 보존된 문서. 2008년 1월 27일에 확인함.